# Kalevi Tervo
Altto Kalevi Tervo (Li, 8 luglio 1919 – 20 agosto 1943) è stato un militare e aviatore finlandese, asso dell'aviazione da caccia nel corso della seconda guerra mondiale abbattendo individualmente 21 aerei nemici e cinque in collaborazione nel corso di 150 missioni.

## Biografia

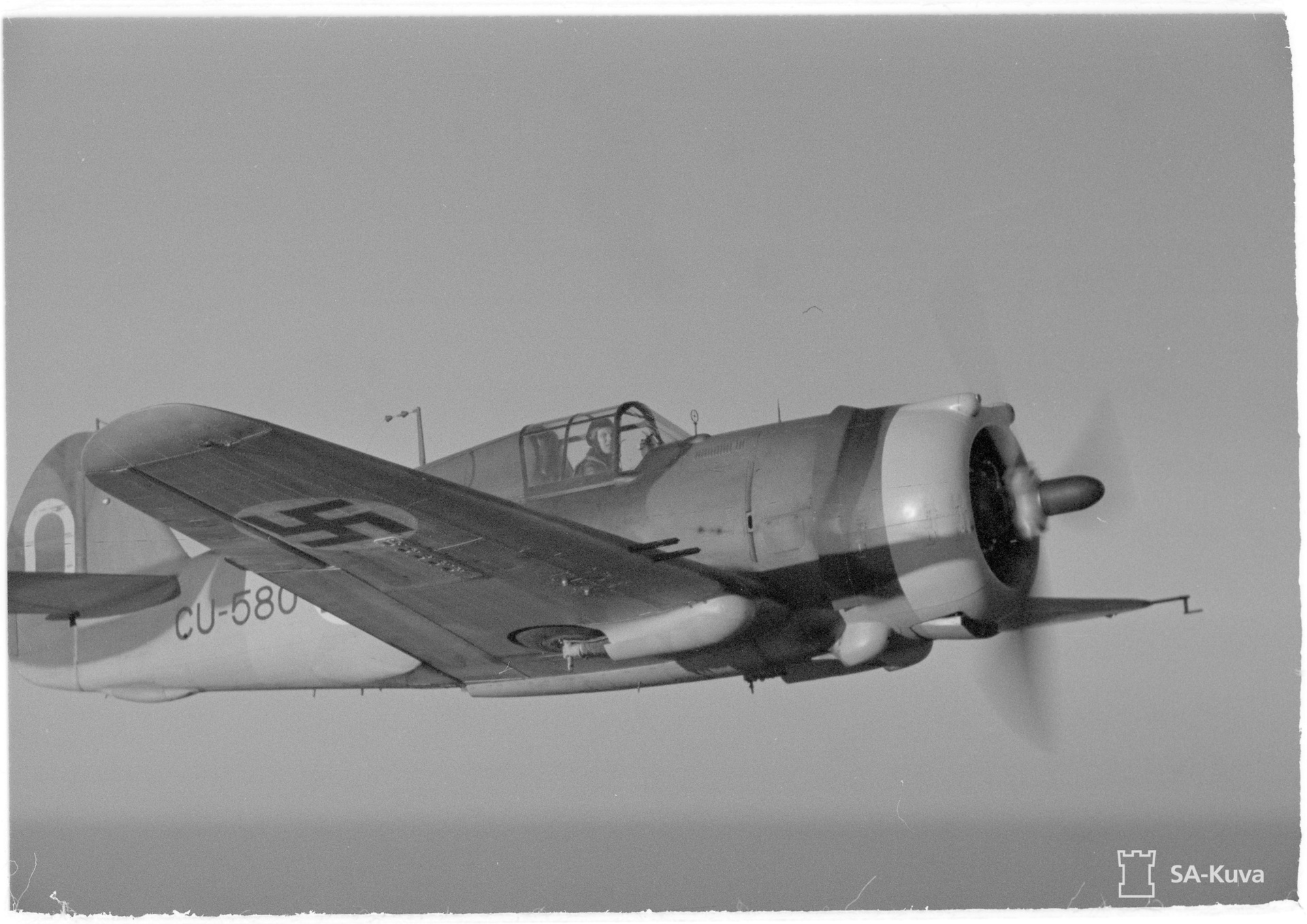
Un caccia Curtiss H-75A dell'aviazione finlandese in volo.

Nacque a Li l'8 luglio 1919. Arruolatosi nella Suomen ilmavoimat fu promosso sottotenente pilota il 5 luglio 1940. Dopo lo scoppio della guerra di continuazione con l'Unione Sovietica il 30 agosto 1941 fu assegnato al LeLv 30, e il 4 settembre trasferito al LeLv 24 equipaggiato con i caccia Brewster Buffalo, e il giorno 27 danneggiò gravemente un caccia Polikarpov I-15. Il 25 dicembre fu assegnato per un breve periodo al LejKK, passando al 2.LeLv 32 l'8 aprile 1942.  Tale unità era equipaggiata con i caccia Curtiss H-75A e conseguì la sua prima vittoria aerea accertata il 16 giugno 1942 abbattendo un caccia Lavochkin LaGG-3. Fu promosso tenente l'8 ottobre 1942, e volando sul caccia di provenienza americana conseguì ulteriori 13 vittorie, abbattendo un totale di 8 caccia Mikoyan-Gurevich MiG-3, 2 cacciabombardieri Petlyakov Pe-2, 1 caccia Polikarpov I-16, 1 Mikoyan-Gurevich MiG-1 e un ulteriore Lavochkin LaGG-3. Il 12 febbraio 1943 fu assegnato alla 1.LeLv 34 equipaggiata con i Messerschmitt Bf 109, e violando sul caccia tedesco conseguì ulteriori 7 vittorie, abbattendo 2 Petlyakov Pe-2, 2 Lavochkin La-5, 2 Polikarpov I-153 e 1 Lavochkin LaGG-3 che fu la sua ultima vittoria, conseguita il 20 agosto 1943 su Suomenlahti. Il quello stesso giorno scomparve in combattimento quando il suo aereo venne abbattuto. Il corpo del pilota non fu mai recuperato.

### Fonti
1. 1 2 3 4 5 6 7  Ciel de Gloire.
2. ↑  Porsimo.
3. 1 2 3  Persyn, Stenman, Thomas 2009, p. 66.
4. ↑  Persyn, Stenman, Thomas 2009, p. 64.